# Замок Фетард
Замок Фетард (англ. Fethard Castle, ірл. Caisleán Fhiodh Ard) — Кашлен на Фьод Ард — Замок Високого Лісу — один із замків Ірландії, розташований у графстві Вексфорд біля селища Фетард-он-Сі, біля курорту Фетард, на півострові Гук-Гед.

## Історія замку Фетард
Замок Федард лежить нині в руїнах, являє собою L-подібний замок, висотою в чотири поверхи, з круглою вежею і житловими приміщеннями. Відвідувати територію замку можна вільно, але входити в руїни забороняється — є загроза обвалу. Замок неодноразово руйнувався і перебудовувався.
Замок Фетард був побудований після англо-норманського завоювання Ірландії в 1169 році. Ця земля була дарована феодалу Герві де Монморансі. Перший замок на цій землі побудував норманський феодал Раймонд ле Грос. Від передав ці землі і замок церкві Кантерберрі. Церква збудувала замок на місці більш давньої фортеці Мотт. Вали фортеці Мотт ще досі простежуються. Замок використовувався як резиденція єпископа. Кам'яний замок, що стоїть і донині, був побудований у XV столітті єпископом Фернс. Замком володів єпископ Олександр Деверо — настоятель монастиря Данброді та єпископ Фернс. Він похований у церкві святого Могу.
У XVII столітті замок Фетард і навколишні землі відійшли родині Лофтус. Потім родина Лофтус переселилася із замку в особняк Лофтус-Голл. Замок був відданий орендарям, у ньому жило багато різних людей, аж поки в 1922 році замок не був закинутий і остаточно перетворився на руїну. Під час повстання за незалежність Ірландії в 1916—1922 роках громадянської війни в Ірландії в 1922—1925 роках замок був місцем боїв і згорів.